# فيليبي ميغيل لوبيز فيرنانديز
فيليبي ميغيل لوبيز فيرنانديز (5 مارس 1980 في البرتغال - ) هو لاعب كرة قدم برتغالي في مركز الوسط. لعب مع نادي أيك لارنكا ونادي جل فيسنتي وF.C. Marco ‏ ونادي كوفيليا وكامبومايورنسي ‏ وSport Benfica e Castelo Branco ‏.

## وصلات خارجية
- فيليبي ميغيل لوبيز فيرنانديز على موقع قاعدة بيانات كرة القدم.إي يو (الإنجليزية)